# Platymetopius tobiasi
Platymetopius tobiasi är en insektsart som beskrevs av Alexander Fyodorovich Emeljanov 1964. Platymetopius tobiasi ingår i släktet Platymetopius och familjen dvärgstritar. Inga underarter finns listade i Catalogue of Life.